# Sefīd Khānī (ort i Iran)
Sefīd Khānī (persiska: سِفيد خانِه, سَفيد خانی, سِفيد خانی, Sefīd Khāneh, سفید خانی) är en ort i Iran.   Den ligger i provinsen Hamadan, i den nordvästra delen av landet, 300 km sydväst om huvudstaden Teheran. Sefīd Khānī ligger 1 789 meter över havet och antalet invånare är 747.
Terrängen runt Sefīd Khānī är varierad.Runt Sefīd Khānī är det ganska tätbefolkat, med 248 invånare per kvadratkilometer. Närmaste större samhälle är Nahāvand, 18,2 km nordväst om Sefīd Khānī. Trakten runt Sefīd Khānī består i huvudsak av gräsmarker.